# (26809) 1984 QU
(26809) 1984 QU est un astéroïde de la ceinture principale découvert en 1984.

## Description
(26809) 1984 QU a été découvert le 24 août 1984 à Harvard, dans l'État du Massachusetts, aux États-Unis, par l'observatoire Oak Ridge.

### Caractéristiques orbitales
L'orbite de cet astéroïde est caractérisée par un demi-grand axe de 2,28 UA, un périhélie de 1,71 UA, une excentricité de 0,25 et une inclinaison de 5,20° par rapport à l'écliptique. Du fait de ces caractéristiques, à savoir un demi-grand axe compris entre 2 et 3,2 UA et un périhélie supérieur à 1,666 UA, il est classé, selon la JPL Small-Body Database, comme objet de la ceinture principale.

### Caractéristiques physiques
(26809) 1984 QU a une magnitude absolue (H) de 15,8 et un albédo estimé à 0,303.